# Karel Diviš
Karel Diviš (* 24. března 1976 Česká Lípa) je český podnikatel v informačních technologiích, původním povoláním sportovní redaktor a televizní moderátor. V lednu 2022 oznámil svůj záměr kandidovat na prezidenta České republiky v prezidentských volbách 2023. V těchto volbách získal 1,35 % hlasů a skončil na 7. místě.

## Kariéra
V letech 1995 až 2016 působil jako externí redaktor sportovní redakce České televize, coby moderátor pokrýval například sportovní zpravodajství v pořadu Dobré ráno, Zimní OH 2010 ve Vancouveru nebo MS ve fotbale 2010. Jako reportér dělal reportáže pro Branky, body, vteřiny a fotbalové reportáže v pořadu Dohráno. V roce 2001 založil firmu IDC-softwarehouse, která vytvořila první letenkový portál ve střední a východní Evropě Letuska.cz, nyní působí v mnoha zemích světa. V roce 2023 měla jedenáct zaměstnanců. Dnes se věnuje vývoji softwaru, provozování datových center a správě firemních informačních technologií.

## Politická angažovanost

### Kandidatura na prezidenta ČR
Diviš svoji kandidaturu oznámil 19. ledna 2022, založil ji na sběru podpisů občanů.
Jeho kandidaturu podpořili např. politik Jiří Honajzer, zakladatel týmu Real TOP Praha Alexandr Smita nebo kuchař Jiří Babica, který Divišovi rovněž pomáhal se sběrem podpisů.
Dne 4. listopadu 2022 na své tiskové konferenci Diviš uvedl, že se mu podařilo nasbírat 60 tisíc podpisů občanů.
Ministerstvo vnitra jeho kandidaturu 25. listopadu 2022 nezaregistrovalo, protože po vyřazení neplatných podpisů od občanů čítal celkový počet přibližně 49 884, a kandidatura mu tak nebyla umožněna o pouhých 116 podpisů. Diviš se proti rozhodnutí Ministerstva vnitra odvolal.
Dne 13. prosince 2022 Nejvyšší správní soud rozhodl o dodatečné registraci jeho kandidátní listiny. Soud totiž zjistil, že Ministerstvo vnitra nesprávně vyhodnotilo minimálně 34 záznamů. Po započtení těchto záznamů se průměrná chybovost snížila natolik, že Divišova kandidátní listina byla podpořena minimálně 50 007 občany.
V samotných volbách skončil se ziskem 75 479 hlasů (1,35 %) na předposledním sedmém místě. Po skončení prvního kola vyjádřil společně s dalšími neúspěšnými prezidentskými kandidáty Danuší Nerudovou, Pavlem Fischerem a Markem Hilšerem podporu Petru Pavlovi do druhého kola.

### Strana Svobodní, kandidatura do Evropského parlamentu
Dne 16. dubna 2023 v rozhovoru s Liborem Vondráčkem uvedl, že se stal příznivcem Svobodných. Dne 11. listopadu 2023 oznámil na sněmu Svobodných vstup do strany.
Ve volbách do Evropského parlamentu v červnu 2024 kandidoval jako člen strany na 3. místě kandidátky Svobodných. Strana však získala pouze 1,76 % hlasů, a zvolen tak nebyl.
Ke dni 20. října 2024 ukončil své členství ve Svobodných.

## Názory
Karel Diviš podporuje české členství v Evropské unii, ačkoliv kritizuje někdy nespravedlivé přerozdělování dotací, její opuštění by podle něj bylo katastrofou. Není rozhodně pro, ani proti přijetí Eura, ale jako prezident by volal po větší debatě o jeho zavedení. Uvedl že je dobře, že Česko je součástí NATO, což je vidět především po začátku války na Ukrajině, Česko by však mělo být více zabezpečeno vlastní obranou. Podporuje solidaritu s ukrajinskými uprchlíky, ale upozorňuje, že by se nemělo zapomínat i na pomoc českým lidem. Vyjádřil se, že zakazování civilního držení zbraní považuje za typický rys totalitních režimů, jakožto prezident by vetoval případné omezování legálního civilního držení zbraní. V oblasti energetické krize by podporoval slovenské řešení, tedy že by ČEZ vyrobil elektřinu, prodal by ji státní firmě a ta by pak měla možnost zastropovat ceny pro domácnosti. Podpořil by reformu školství a decentralizaci Prahy ve prospěch regionů. Podporuje navýšení platů učitelům a zavedl by Cenu prezidenta republiky pro pedagoga roku s finanční odměnou. Chtěl být nadstranickým prezidentem, který není závislý na jakékoliv politické straně.

## Vzdělání
Diviš je absolventem Matematicko-fyzikální fakulty Univerzity Karlovy v oboru matematika a management (1999, Mgr.); Fakulty sociálních věd Univerzity Karlovy v oborech ekonomie se specializací na kapitálové trhy (2003, Mgr.) a ekonomie (2003, PhDr.).

## Galerie

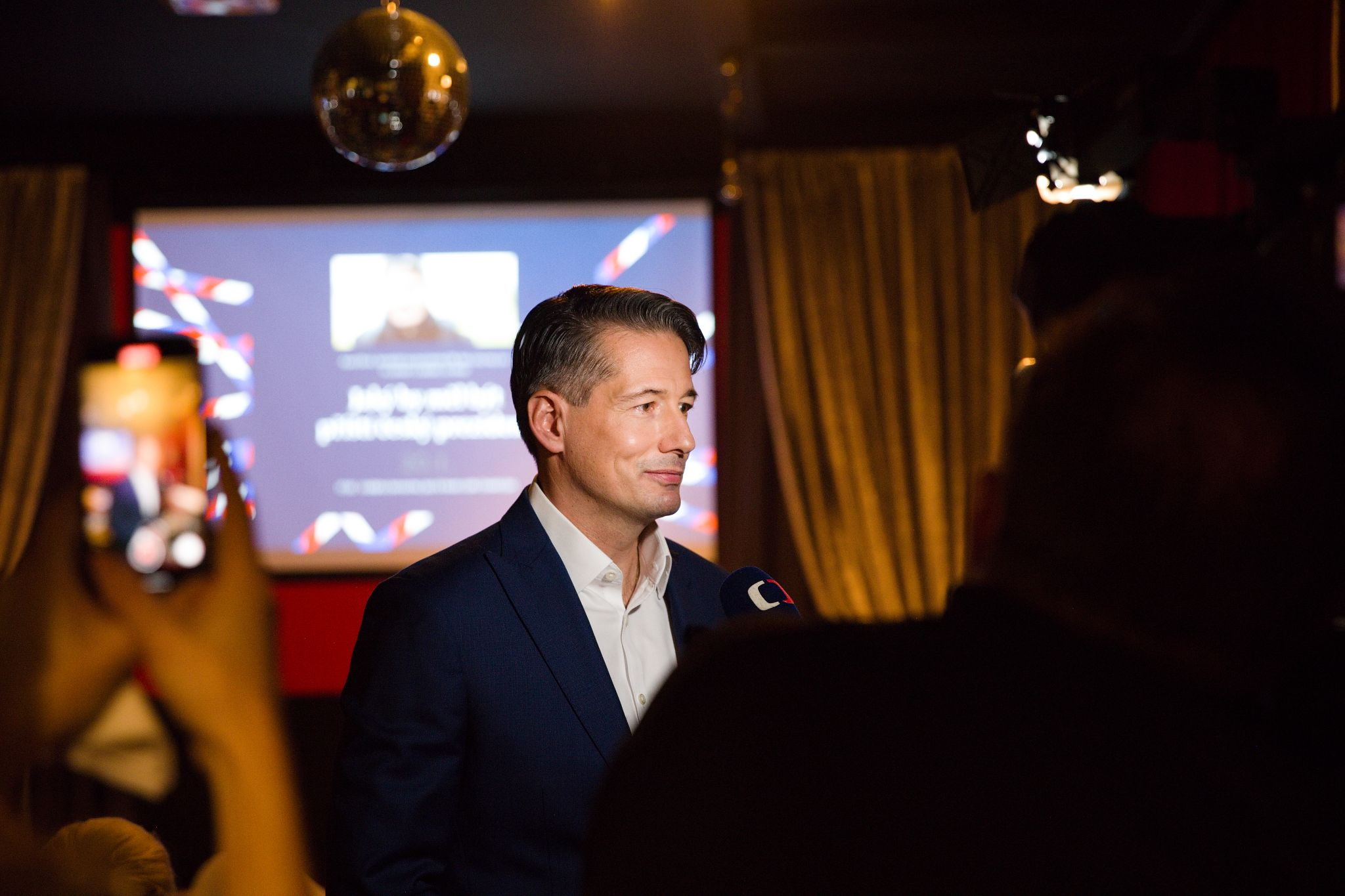
Karel Diviš oznamuje kandidaturu na prezidenta ČR v České Lípě
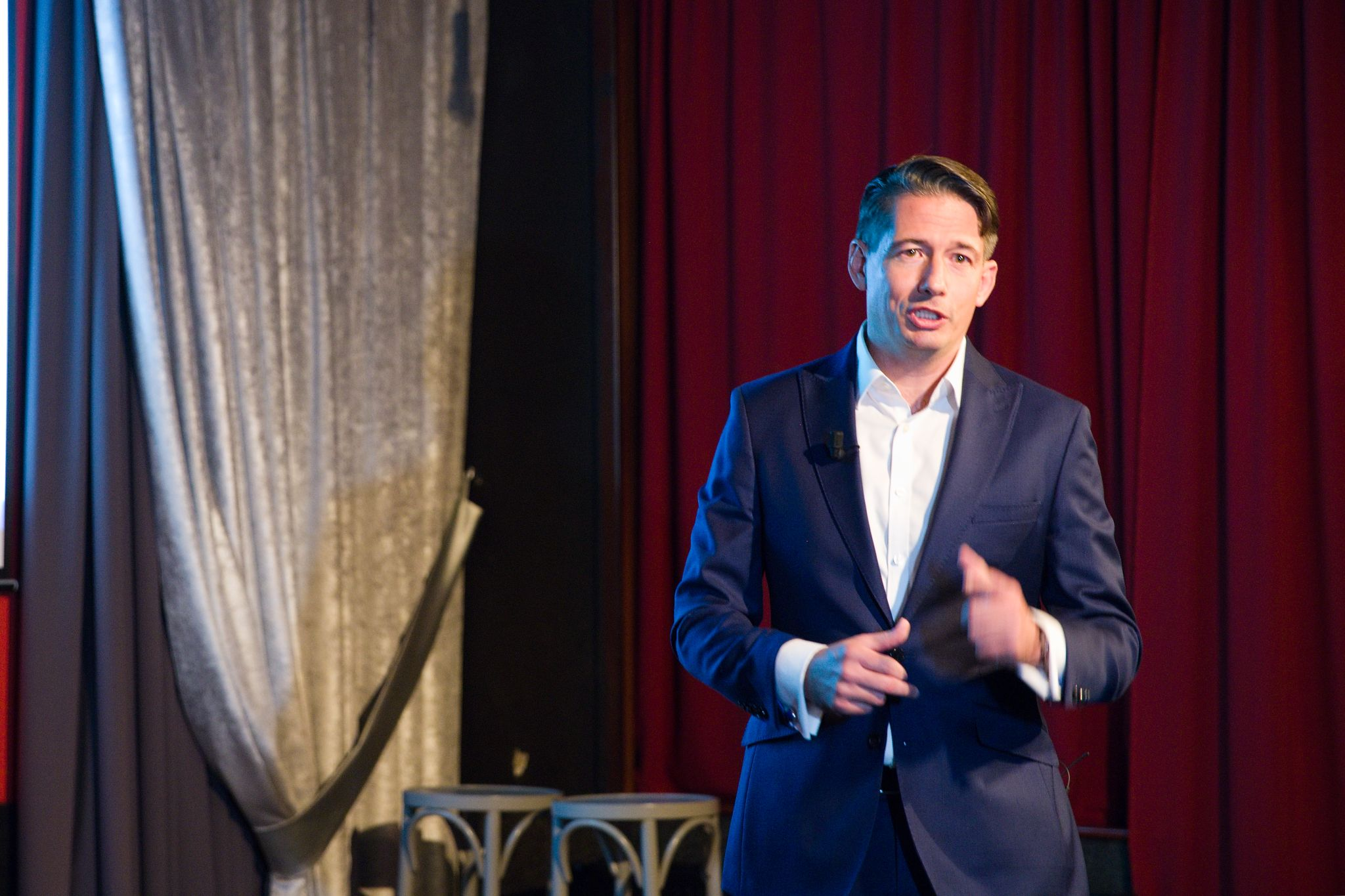
Karel Diviš na zahájení své kandidátské roadshow.